# Гаплогруппа N1b1a (мтДНК)
Гаплогруппа N1b1a — гаплогруппа митохондриальной ДНК человека.

## Субклады
- N1b1a
  - N1b1a1
  - N1b1a2
  - N1b1a3
  - N1b1a4
  - N1b1a5
  - N1b1a6
  - N1b1a-b
    - N1b1a7
    - N1b1a8

## Описание
Гаплогруппа N1b1a восходит к более древней гаплогруппе N1b, которая, в свою очередь, происходит от макрогаплогруппы N. Гаплогруппа N1b встречалась у древних популяций Ближнего Востока и, вероятно, связана с ранними земледельцами и скотоводами. N1b1a встречается в основном среди еврейских популяций, особенно у ашкеназов. Это указывает на возможное происхождение от общей предковой линии, которая существовала несколько тысяч лет назад.

## Палеогенетика
- Идентификатор __ археология (могильник) __ География (регион, страна) __ Дата (BCE, BP, лаб.код) __ Пол (муж/жен) __ Гаплогруппы (Y-ДНК # мтДНК).

### Неолит
Тахунийская культура
- BAJ001 __ Ba'ja __ Маан (мухафаза), Иордания __ 7027-6685 calBCE (7928±27 BP, MAMS-3015) __ Ж __ N1b1a.[1]

Анатолийский неолит
- Tep003 | TP’09 16 K __ Tepecik-Çiftlik __ Чифтлик (Нигде), Турция __ 6570-6422 calBCE (7630±30 BP, Beta-410032) __ М __ G2a2a2a # N1b1a.[2][3]
- I0708 | BAR6 / L11-439 __ Barcın Höyük __ Енишехир (Бурса), Турция __ 6224-6074 calBCE (7285±30 BP, PSUAMS-2103) __ М __ J2a > J-PF4610 # N1b1a.[4][3]

### Халколит
Бодрогкерестурская культура
- I18116 | E.0060 (E.0126; P6241) __ Urziceni (grave 73) __ Сату-Маре (жудец), Румыния __ 4500–3500 BCE (5950±289 BP) __ М __ C1a2a (C-V182) # N1b1a.[5]

### Бронзовый век
Куро-араксская культура
- I14340 | DZH86M __ Dzhoghaz __ Тавушская область, Армения __ 2468-2299 calBCE (3905±25 BP, PSUAMS-6795) __ М __ J1a2b1b2~ (J-CTS1460) # N1b1a.[5]

Kuban group/post-Catacomb horizon
- KVO008 | BZNK-1055/3 __ Pos. Kravchenko XII (grave 15) __ Северский район, Краснодарский край, Россия __ 2272-2036 calBCE (3736±27 BP, MAMS-45965) __ М __ R1b1a1b1b (CTS1078/Z2103) # N1b1a.[6]

Алалах
- ALA023 | 45.44, Locus 65, AT 6029 __ Хатай (ил), Турция __ 1921-1763 calBCE (3520±25 BP, MAMS-38610) __ Ж __ N1b1a.[7]

Сапаллинская культура
- I11025 | UZ-BST-001 __ Bustan (site 4, grave 37) __ Шерабадский район, Сурхандарьинская область, Узбекистан __ 1600–1300 BCE (3400 BP) __ Ж __ N1b1a.[8]

Доисторический Левант
- Baqah cave __ Эль-Балка (мухафаза), Иордания.[9]
  - I6461 __ 1550–1150 BCE __ М __ J1a2b > J-Y2919 # N1b1a
  - I3707 __ 1409-1265 calBCE (3070±25 BP, PSUAMS-1991) __ Ж __ N1b1a

### Железный век
Этиуни / Урарту
- I17182 | 2821; bur 6/1 __ Keti __ Ширакская область, Армения __ 1077-920 calBCE (2840±20 BP, PSUAMS-7896) __ Ж __ N1b1a.
- I14054 | 1042; 104-1 __ Bardzryal __ Техут (Лори), Армения __ 809-596 calBCE (2580±25 BP, UCIAMS-226537, PSUG-5443) __ М __ R1b1a1b1b (R-Y19434) # N1b1a.
- I16195 | 1830; 13/2 __ Pijut __ Лорийская область, Армения __ 800–550 BCE (2625±72 BP) __ Ж __ N1b1a.

Скифия
- scy010 __ Starosillya (group 1, kurgan 3) __ Староселье (Черкасская область), Украина __ 795-542 calBCE (2520±30 BP, Beta-451571) __ Ж __ N1b1a > N1b1a-a3.[10]

### Средние века
Викинги
- VK158 | Russia_Pskov_7283-18 __ Окольный город (Псков) __ Псковская область, Россия __ 10-11th centuries CE __ Ж __ N1b1a.[11]

## Публикации
2015
- Mathieson I, Lazaridis I, Rohland N, et al. (December 2015). Genome-wide patterns of selection in 230 ancient Eurasians. Nature. 528 (7583): 499–503. doi:10.1038/nature16152. PMC 4918750. PMID 26595274.

2016
- Kılınç GM, Omrak A, Özer F, et al. (October 2016). The Demographic Development of the First Farmers in Anatolia. Current Biology. 26 (19): 2659–2666. doi:10.1016/j.cub.2016.07.057. PMC 5069350. PMID 27498567.

2018
- Mathieson I, Alpaslan-Roodenberg S, Posth C, et al. (March 2018). The genomic history of southeastern Europe. Nature. 555 (7695): 197–203. doi:10.1038/nature25778. PMC 6091220. PMID 29466330.
- Krzewińska M, Kılınç GM, Juras A, et al. (October 2018). Ancient genomes suggest the eastern Pontic-Caspian steppe as the source of western Iron Age nomads. Science Advances. 4 (10): eaat4457. doi:10.1126/sciadv.aat4457. PMC 6223350. PMID 30417088.

2019
- Feldman M, Fernández-Domínguez E, Reynolds L, et al. (March 2019). Late Pleistocene human genome suggests a local origin for the first farmers of central Anatolia. Nature Communications. 10 (1): 1218. doi:10.1038/s41467-019-09209-7. PMC 6425003. PMID 30890703.
- Narasimhan VM, Patterson N, Moorjani P, et al. (September 2019). The formation of human populations in South and Central Asia. Science. 365 (6457): eaat7487. doi:10.1126/science.aat7487. PMC 6822619. PMID 31488661.

2020
- Agranat-Tamir L, Waldman S, Martin M, et al. (May 2020). The Genomic History of the Bronze Age Southern Levant. Cell. 181 (5): 1146-1157.e11. doi:10.1016/j.cell.2020.04.024. PMC 10212583. PMID 32470400.
- Skourtanioti E, Erdal YS, Frangipane M, et al. (May 2020). Genomic History of Neolithic to Bronze Age Anatolia, Northern Levant, and Southern Caucasus. Cell. 181 (5): 1158-1175.e28. doi:10.1016/j.cell.2020.04.044. PMID 32470401.
- Margaryan A, Lawson DJ, Sikora M, et al. (September 2020). Population genomics of the Viking world. Nature. 585 (7825): 390–396. doi:10.1038/s41586-020-2688-8. PMID 32939067.

2022
- Lazaridis I, Alpaslan-Roodenberg S, Acar A, et al. (August 2022). The genetic history of the Southern Arc: A bridge between West Asia and Europe. Science. 377 (6609): eabm4247. doi:10.1126/science.abm4247. PMC 10064553. PMID 36007055.

2024
- Ghalichi A, Reinhold S, Rohrlach AB, et al. (November 2024). The rise and transformation of Bronze Age pastoralists in the Caucasus. Nature. 635 (8040): 917–925. doi:10.1038/s41586-024-08113-5. PMC 11602729. PMID 39478221.